# Beckenhof (Zürich)

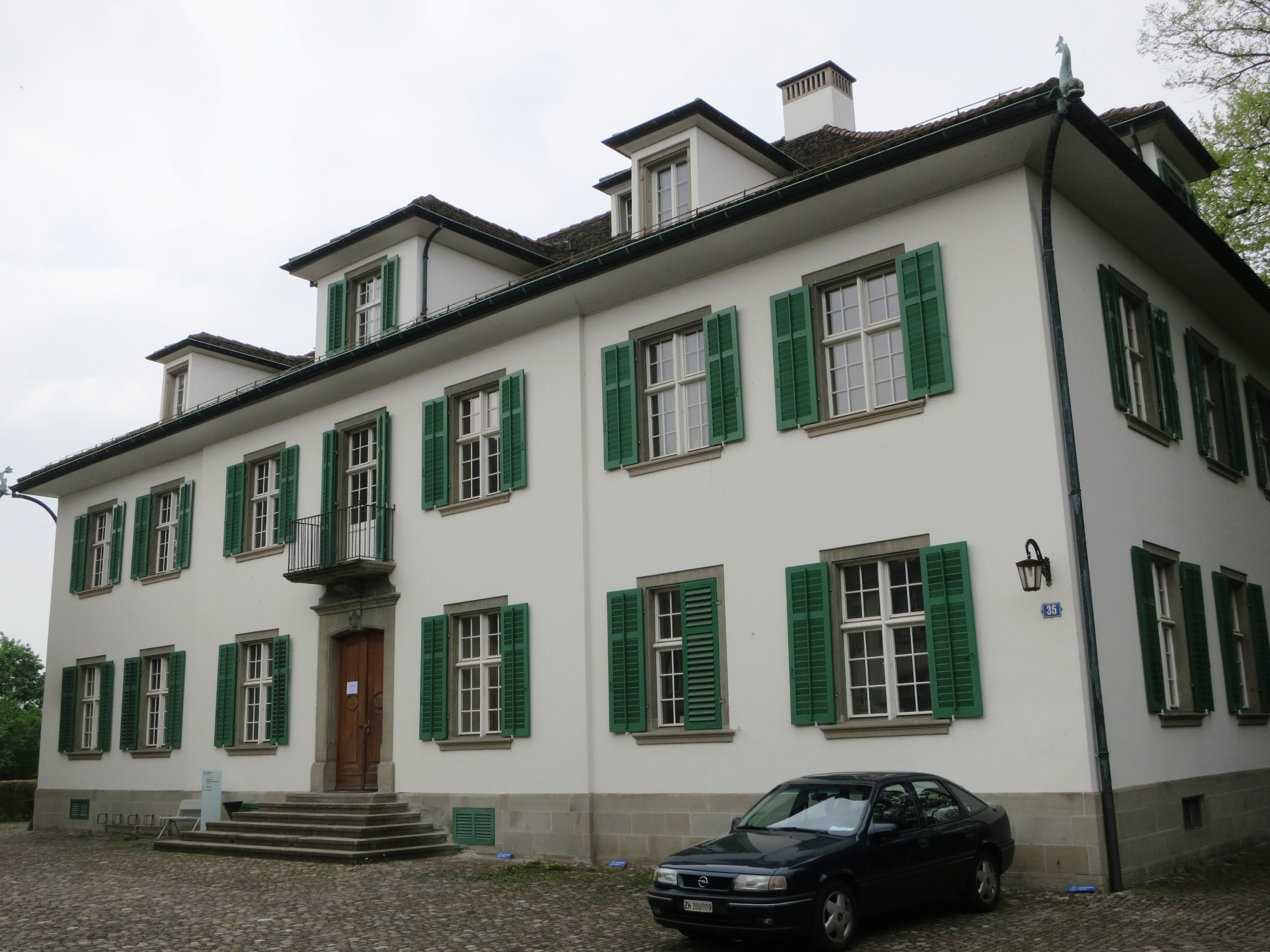
Beckenhof Zürich

Der Beckenhof ist ein ehemaliger patrizischer Landsitz in Zürich-Unterstrass.

## Geschichte
Die Geschichte des Beckenhofs lässt sich bis ins 12. Jahrhundert zurückverfolgen. Der heutige Baubestand stammt aus dem 17. und 18. Jahrhundert: Das Lehenhaus wurde um 1650 und das kleine Herrenhaus 1706 errichtet. 1740 erbauten Junker Hartmann Grebel und seine Gattin Anna Elisabeth Bodmer das grosse Herrenhaus als herrschaftliches Anwesen mit einer barocken Gartenanlage, die bis an die heutige Wasserwerkstrasse am Ufer der Limmat reichte. 
Das Ensemble ist ein bedeutendes regionales Beispiel für den Übergang vom Frührokoko ins fertige Rokoko. Die Innendekoration steht unter dem Einfluss der späteren Arbeiten Effners und Cuvilliés’. Das Ehepaar Grebel führte hier während rund zwei Jahrzehnten ein glanzvolles Leben, bis der Junker in einer Nacht sein ganzes Vermögen verspielte. Der Besitz wurde an die Familie Hess verkauft. Deren Sohn David Hess, berühmter Dichter und Zürcher Chronist, machte den Beckenhof in der ersten Hälfte des 19. Jahrhunderts zu einem Zentrum des geistigen Lebens.
Im Zuge der Stadterweiterung wurde um 1865 die Stampfenbachstrasse quer durch die Gartenanlage gebaut und der untere Teil parzelliert. Der verbliebene, hausnahe Park wurde dem Zeitgeist entsprechend in einen romantischen Landschaftsgarten umgestaltet. Nur das Südparterre blieb unverändert. Der um 1790 zu Zeiten der Familie Hess errichtete frühklassizistische Hofbrunnen steht seitdem unmittelbar vor dem Parkgitter.
1924 erwarb die Stadt Zürich das Areal, um es vor einer geplanten Überbauung zu retten. Der Zürcher Maler Varlin war nach seiner Rückkehr aus Frankreich kurze Zeit in einem Atelier eingemietet und hielt den Landsitz auch in einem Ölgemälde Mon atelier au Beckenhof fest. Von 1927 bis 2012 beherbergte der Beckenhof das Pestalozzianum. 2014–2015 erfolgte eine Instandsetzung der Bauten. Sie werden heute als Büroräumlichkeiten genutzt und sind nicht öffentlich zugänglich; der sanierte Garten ist für das Publikum geöffnet. Mit dem öffentlichen Verkehr ist der Beckenhof mit den Tramlinien 11 und 14 an der gleichnamigen Haltestelle Beckenhof erreichbar.